# Lac de Serre-Ponçon
Pour les articles homonymes, voir Serre Ponçon.
Le lac de Serre-Ponçon est un lac artificiel  situé dans les Hautes-Alpes et les Alpes-de-Haute-Provence, dans le sud des Alpes françaises. Ce lac de retenue résulte de la construction en 1959 du barrage de Serre-Ponçon sur la Durance à un peu moins de deux kilomètres en aval de sa confluence avec l'Ubaye. L'aménagement hydraulique est complété par le lac d'Espinasses situé au pied du barrage de Serre-Ponçon, à partir duquel est alimenté le canal EDF de la Durance.
La création de ce plan d'eau a nécessité le déplacement de plus de mille habitants et la destruction de plus de 400 bâtiments. Le village d'Ubaye et une partie du village de Savines ont été englouti sous les eaux du lac. Pour la première fois en France, les pouvoirs publics prennent des dispositions permettant d'indemniser les expropriés pour le préjudice subi et non seulement au titre de la valeur du bien exproprié. Le réseau de communication est également fortement affecté et cela entraîne la construction de nouvelles routes et voies ferrées.
La création du lac a permis l'apparition d'une importante activité touristique estivale. Sur sa rive droite des campings et des villages vacances se sont créés tandis que des ports et des plages ont été aménagés sur le pourtour du lac. Celui-ci génère de manière directe et indirecte environ 10% des revenus touristiques du département.

## Caractéristiques
Le lac de Serre-Ponçon occupe une surface de 2800 hectares, est long de 20 kilomètres et a une largeur qui atteint par endroit trois kilomètres. Sa contenance maximale est de 1,2 milliard de m³. Il occupe l'ancien confluent de l'Ubaye et de la Durance ainsi qu'une fraction du fond des deux vallées en amont.

## Historique
La construction du barrage de Serre-Ponçon constitue la pièce maitresse de l'aménagement hydroélectrique Durance-Verdon, un des grands projets d'infrastructure réalisés après-guerre pour relancer l'économie française. L'objectif du barrage est à la fois de produire de l'énergie, d'irriguer les terres cultivées en Provence, de réguler les puissantes crues de la Durance et d'alimenter en eau potable les grandes villes du sud notamment Marseille. Les travaux débutent en 1955 et la mise en eau de la retenue débute après l'achèvement de l'ouvrage principal fin 1959. Elle s'achève en 1961.

## Exploitation touristique

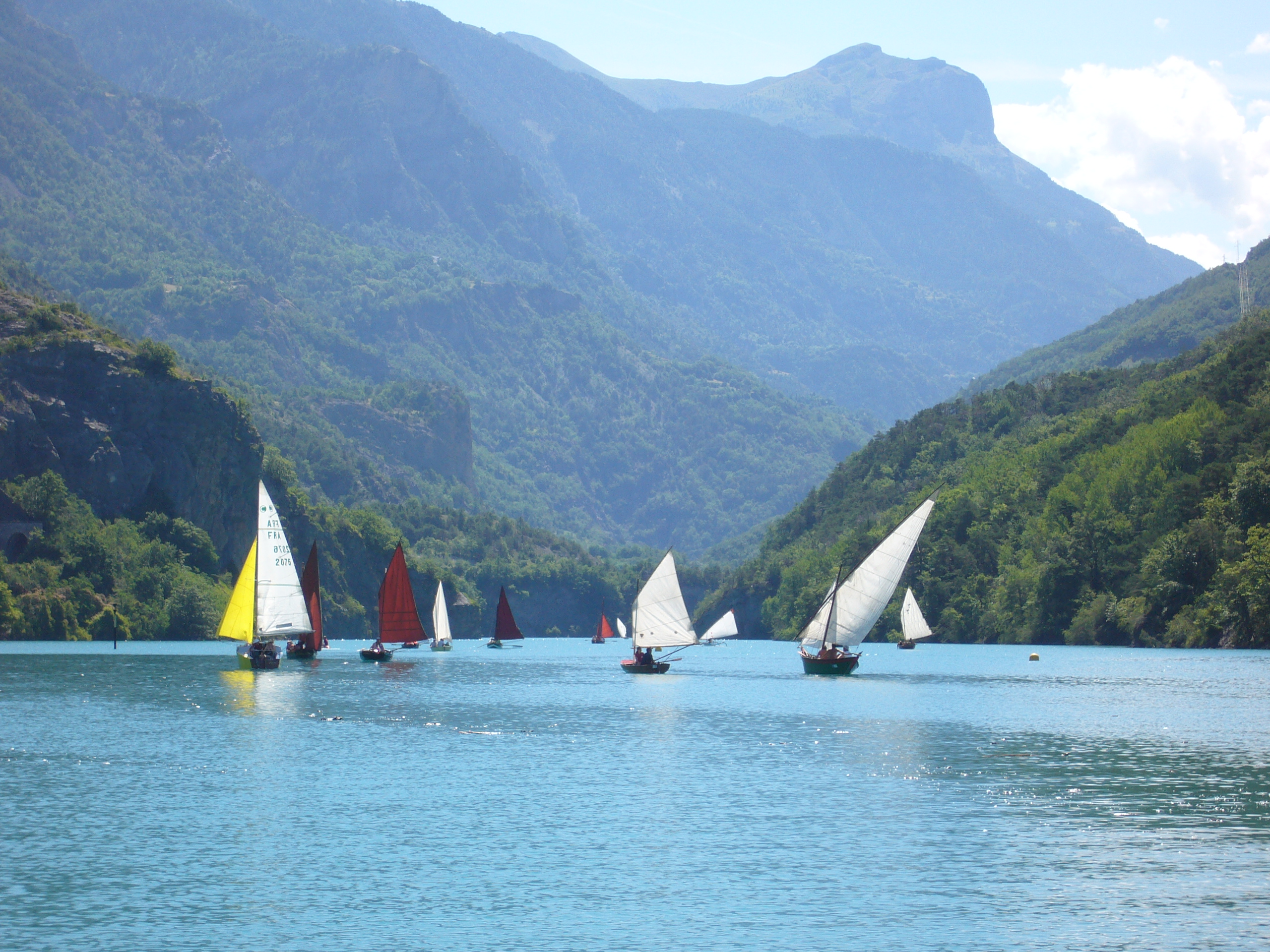
Les Voiles d'en-haut.

Le lac de Serre-Ponçon, d'une superficie de plus de 2800 hectares, forme une véritable petite mer intérieure qui  en fait un des principaux sites touristiques des Hautes-Alpes. L'activité touristique dans les communes bordant le lac génère un chiffre d'affaires de 210 millions € (2020) soit 10% des revenus du département dans ce secteur et 34,7% de la fréquentation estivale dans les Hautes-Alpes. Les communes alentour disposent d'une capacité de 67 000 lits qui ont généré 941 000 nuitées.

### Aménagements
Plusieurs lieux ont été aménagés afin de développer le tourisme dans les différentes communes autour du lac de Serre-Ponçon :
- l'accueil du barrage à l'entrée de l'usine : salles d'exposition, historique et informations sur la construction du barrage et la production d'énergie hydro-électrique par EDF ;
- à Chorges, avec notamment la baie Saint-Michel, le viaduc de Chanteloube et le vallon des Moulettes, et le centre de vacances du BTP ;
- à Embrun, avec le plan d'eau isolé du lac de Serre-Ponçon pour éviter l'influence du marnage de celui-ci, le port de Chadenas et plusieurs terrains de camping ;
- à Crots, avec le site de Chanterenne ;
- au Sauze-du-Lac, l'aménagement de Port-Saint-Pierre ;
- à Rousset, avec la plage de Bois-Vieux, le Muséoscope du lac, la Maison des énergies EDF et des terrains de camping ;
- à Savines-le-Lac avec l'aménagement du port, de plages et de terrains de camping ;
- à Saint-Vincent-les-Forts avec l'aménagement de la mise à l'eau, de la plage et de terrains de camping. À partir de la base de Saint-Vincent-les-Forts se déroule tous les deux ans le rassemblement des Voiles d'en-haut.

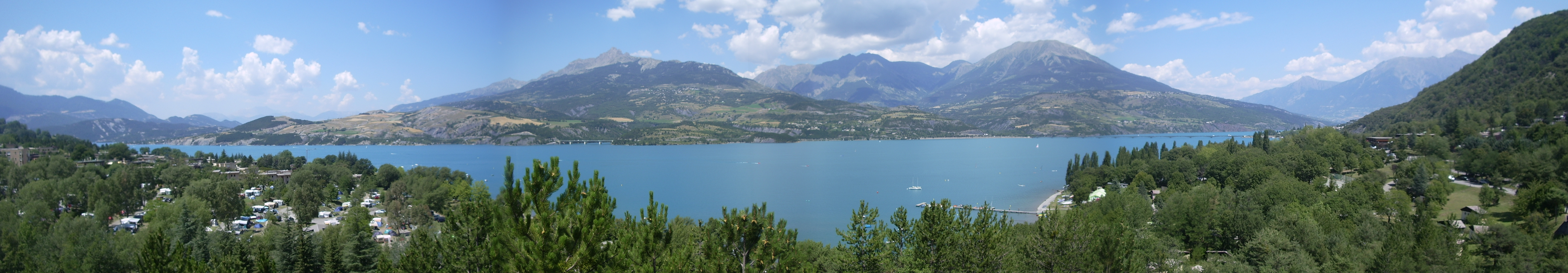
Panorama du lac de Serre-Ponçon depuis Savines-le-Lac.

### Activité nautique
Avec un balisage nautique de trois-cents balises environ gérées par le SMADESEP, le lac offre neuf plages publiques surveillées, qui disposent toutes en 2017 du label "Pavillon bleu". Les Hautes-Alpes sont ainsi à la deuxième place du classement des départements de la région Provence-Alpes-Côte d'Azur, et le lac de Serre-Ponçon est le plus labellisé de France. Il dispose d'une capacité portuaire globale de près de mille-cent anneaux répartis dans les différents ports présents sur les quatre-vingt-onze kilomètres de berges de la retenue. Trois stations-service sur ponton permettent l'avitaillement en carburant jusqu'à moins dix à moins douze mètres de marnage, alors que l'aire de carénage de la baie Saint-Michel (à Chorges) permet le nettoyage sécurisé des embarcations. Ces infrastructures, qui contribuent à la préservation de l'excellente qualité des eaux, font de l'espace portuaire de Serre-Ponçon le seul port d'eau douce certifié "Ports propres" et "Ports propres actifs en biodiversité" (AFNOR).

### Gestion du lac
Fondé en 1997, le Syndicat mixte d'aménagement et de développement de Serre-Ponçon (SMADESEP) associe depuis 2003 le Département aux collectivités riveraines des Hautes-Alpes pour assurer la gestion et l'aménagement touristique de la retenue. Ses statuts ont été modifiés en août 2016 et permettent désormais d'associer, au sein d'une gouvernance ainsi unifiée, les collectivités riveraines du Département des Alpes de Haute-Provence. Cet établissement public, responsable de l'ensemble des équipements publics - plages surveillées et installations portuaires - a également pour mission d'instruire pour le compte d'EDF les demandes d'occupation temporaire du domaine public hydroélectrique. Le SMADESEP procède ainsi à l'installation de bénéficiaires de droit privé pour une durée maximale de dix ans, en vertu d'un accord conventionnel souscrit en juin 2008 avec EDF (et depuis janvier 2016, avec l’État). Près de 80 prestataires d'activités, clubs associatifs ou entreprises privées, sont ainsi implantés en 2021 sur les rives du grand lac alpin. Cet accord prévoit non seulement la mise à disposition du SMADESEP du domaine public hydroélectrique, mais également d'autres dispositions comme le respect par EDF d'une cote minimale du lac pendant la période estivale ou l'obligation respective des cosignataires de s'engager dans des logiques d'information mutuelle.

## Communes riveraines

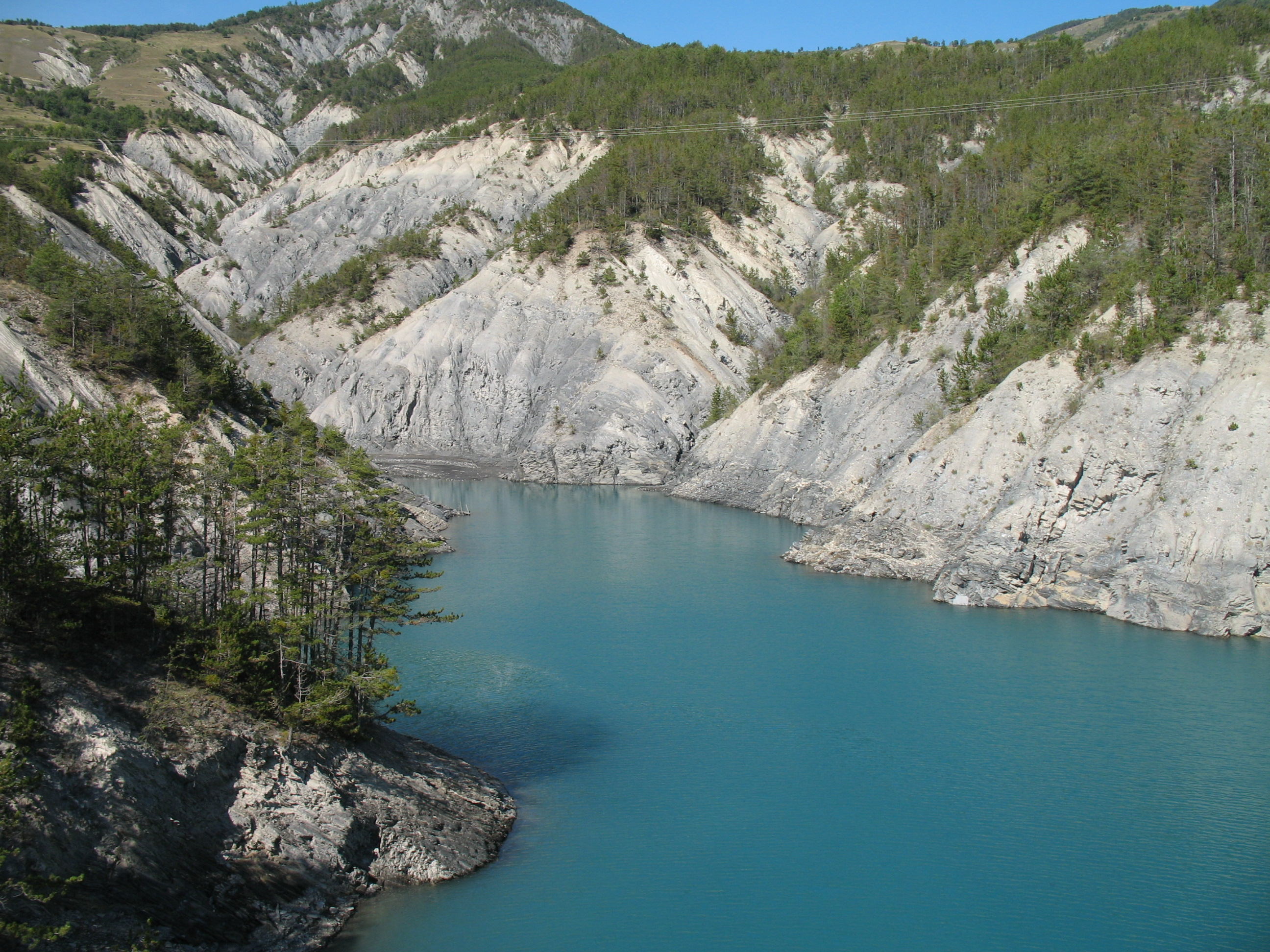
L'érosion dans les marno-calcaires jurassiques, en particulier sous le climat méditerranéo-montagnard, donne ces figures d'érosion nommées localement robines.

En partant du barrage, carte orientée au nord, dans le sens des aiguilles d'une montre :
- Dans les Hautes-Alpes :
  - Rousset, rive droite de la Durance, sur cinq kilomètres, petits accès aménagés dans la baie des Lionnets. C'est à Rousset que se trouve la moitié droite du barrage ;
  - Chorges, rive droite de la Durance, sur cinq kilomètres non compris le linéaire complexe correspondant à la baie des Moulettes ; plage sur la baie Saint-Michel, site aménagé à Chanteloube ;
  - Prunières, rive droite de la Durance, sur quatre kilomètres, plusieurs accès au lac depuis la RN 94, zone de loisirs aménagée dans la baie Saint-Michel ;
  - Savines-le-Lac, pour la partie de la commune située rive droite. Savines est la seule commune dont le territoire s'étende sur les deux rives du lac, sur environ cinq kilomètres sur chaque rive ;
  - Puy-Sanières, rive droite de la Durance, sur quatre kilomètres de berges, pas d'accès aménagé au lac depuis les villages, mais l'accès se fait par Embrun en direction du Chadenas ;
  - Embrun, rive droite de la Durance ; l'étendue de la retenue située dans la commune d'Embrun a été ceinturée et transformée en un plan d'eau aménagé dont le niveau est maintenu constant ; un port flottant et une plage sur le lac proprement dit ont été aménagés du côté du Club nautique alpin. Le port ne permet un mouillage qu'en été, lorsque le niveau du lac est suffisamment élevé ;
  - Baratier : l'angle nord-ouest de la limite communale touche le lac à l'embouchure de la Durance ;
  - Crots, rive gauche de la Durance, sur six kilomètres de berges ; deux zones de loisirs en bordure du lac de part et d'autre du torrent de Boscodon (plages de Chanterenne, plage des Eaux-Douces) ;
  - à nouveau Savines-le-Lac, pour la rive gauche, avec le village reconstruit et le port. Plusieurs zones de loisirs aménagées sur la rive gauche, promenades sur le lac en saison.
- Dans les Alpes-de-Haute-Provence :
  - Pontis, rive gauche de la Durance, sur trois kilomètres, accès au lac difficile.
- Dans les Hautes-Alpes :
  - Le Sauze-du-Lac, rive gauche de la Durance et rive droite de l'Ubaye, sur six kilomètres, site aménagé à Port-Saint-Pierre (unique accès au lac) ; depuis la mise en eau de la retenue, la commune n'a plus de limite terrestre avec les autres communes de son département. En effet, elle est entièrement entourée d'un côté, par le lac, de l'autre, par la commune de Pontis, située dans le département des Alpes-de-Haute-Provence.
- Dans les Alpes-de-Haute-Provence :
  - Le Lauzet-Ubaye, rive droite de l'Ubaye, sur six kilomètres ; pas d'accès aménagé ;
  - Saint-Vincent-les-Forts (commune déléguée de Ubaye-Serre-Ponçon), rive gauche de l'Ubaye, sur cinq kilomètres ; zone de loisirs ;
  - La Bréole (commune déléguée de Ubaye-Serre-Ponçon), rive gauche de l'Ubaye et rive gauche de la Durance, sur six kilomètres, un seul accès au lac, spécialisé dans les loisirs nautiques. C'est à la Bréole que se trouve la moitié gauche du barrage.

## Qualité des eaux
Comme tous les grands lacs de retenue en France, le lac de Serre-Ponçon fait l'objet d'un suivi annuel de la qualité de ses eaux. Le rapport pour l'année 2022 indique un milieu aquatique de très bonne qualité malgré la sécheresse particulièrement marquée cette année là. L'oxygénation a été bonne durant toute l'année et le peuplement algal a une bonne qualité biologique. Les sédiments ont une très bonne qualité avec des teneurs faibles à moyenne en matières organiques et en nutriments. Aucune pollution n'a été détectée. La faune piscicole est limitée du fait du faible potentiel du lac. Elle est dominée numériquement par trois espèces très tolérantes : la perche, le gardon et l'ablette. Les espèces d'eau froide comme la truite fario sont peu représentées. Les effectifs sont stables en comparaison avec ceux présents sur la période 1980-1990 et l'état sanitaire des poissons est bon.